# Laje Grande (distrito)

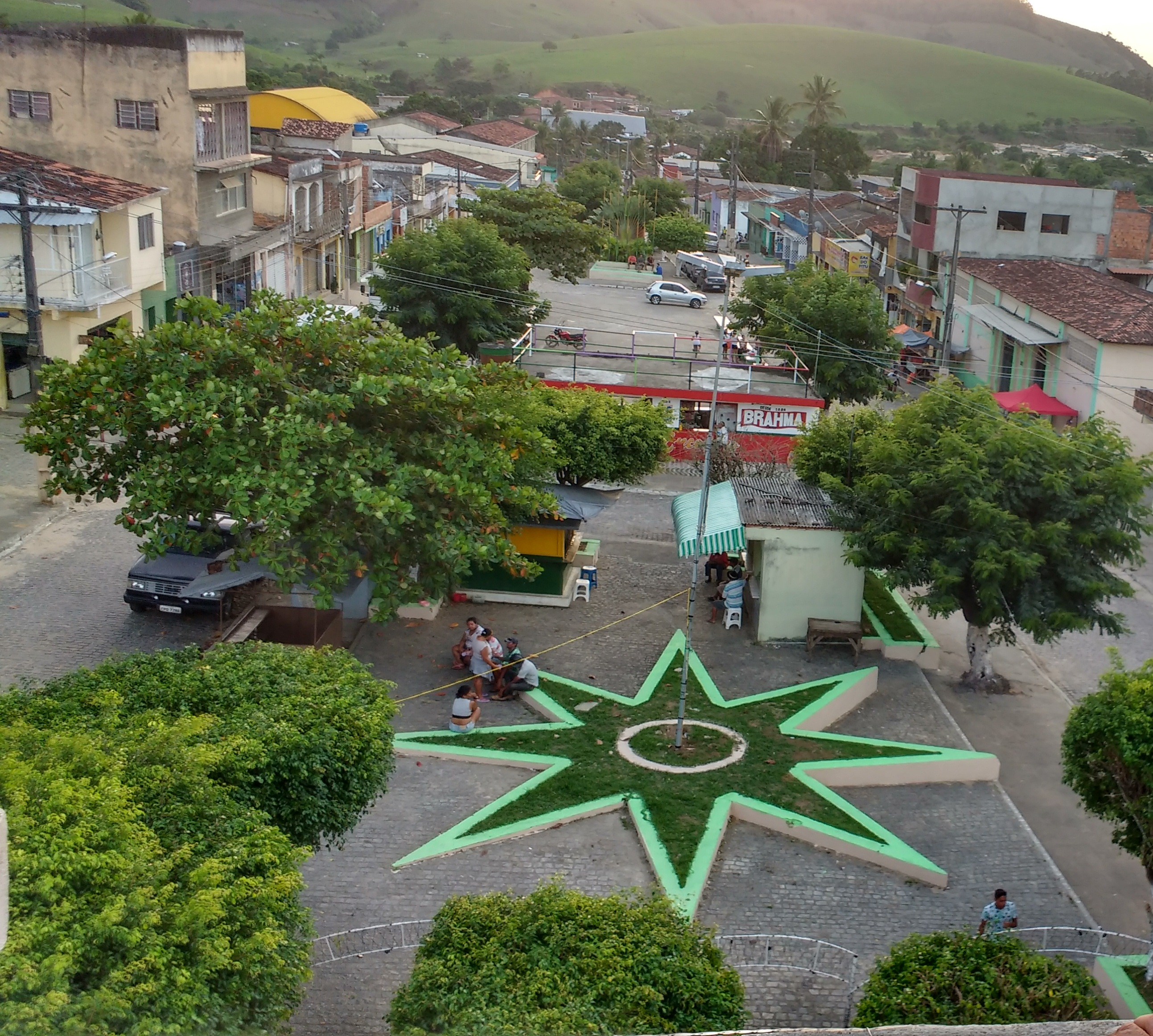
Praça central do distrito de Laje Grande

Laje Grande é um distrito no município brasileiro de Catende, do estado de Pernambuco..
           No dia 09 de Junho de 1818, o governador da capitania de Pernambuco, Luiz do Rego Barreto, concedeu uma sesmaria em terras denominadas “Lage Grande”, pertencentes ao termo de Garanhuns, para José Alexandre do Espírito Santo. 
Em 1856, Lage Grande, já aparecia como um “lugar” do Município de Bonito. No entanto, até 1874, fazia parte do subdistrito policial de Capoeiras (atual município de Belém de Maria), quando foi elevado a distrito do Termo de Bonito no dia 14 de Janeiro, tendo como subdelegado Antonio Francisco de Andrade.

## Paróquia deSão Vicente Ferrer
Em 1875, já era celebrada a Santa Missa na localidade, como podemos ver na edição nº 729 do jorna “A província”, de 13 de novembro de 1875:

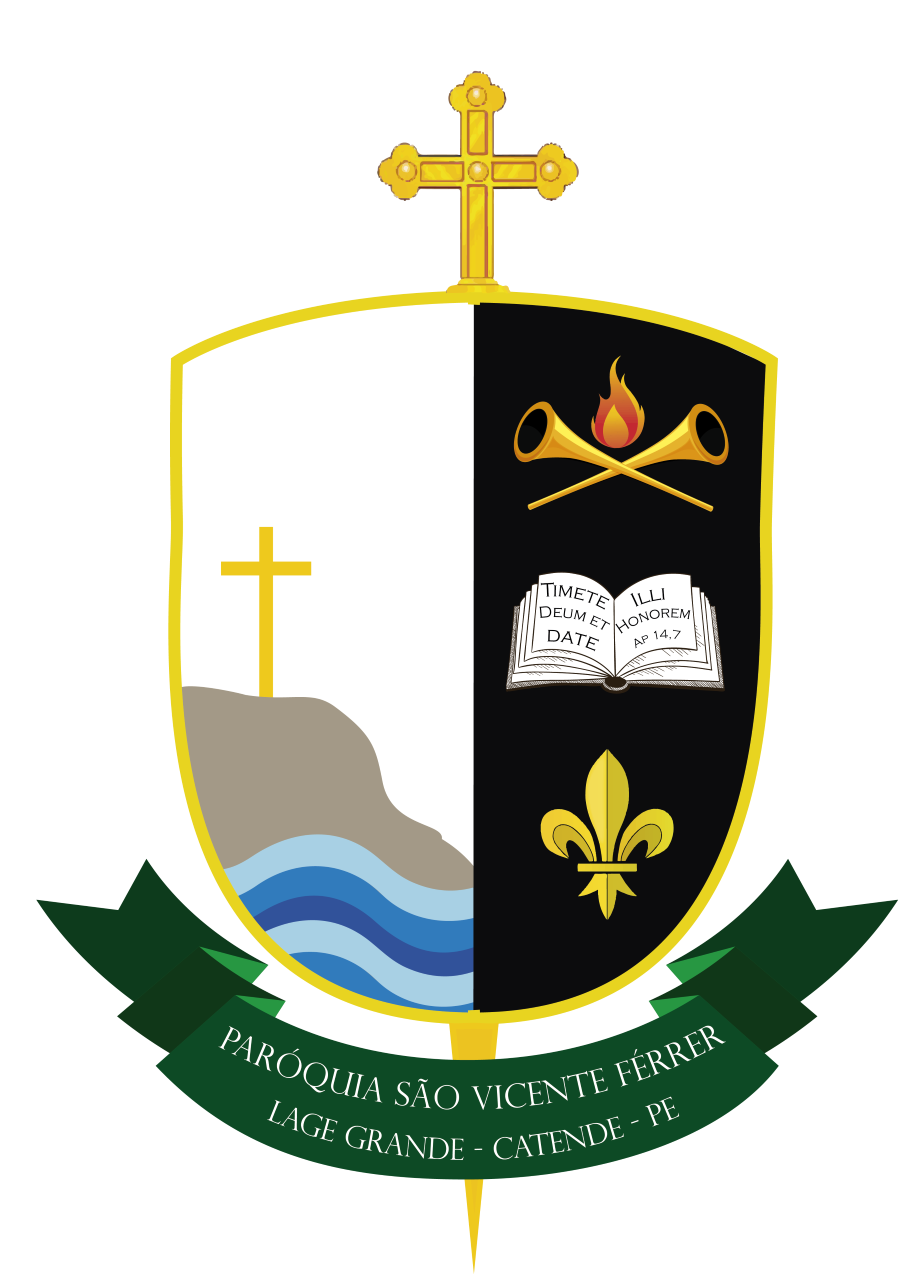
Brasão de armas da paróquia

           “(...) o Vigário Cunha costuma celebrar na Matriz (de Bonito), dois domingos de cada mês, sendo que nos outros dois celebra em Lage Grande, Capoeiras, etc.
           Em 1885, os moradores de Laje Grande e Belém de Maria, fizeram um abaixo assinado pedindo a criação de uma freguesia sob a invocação de Nossa Senhora das Dores. 

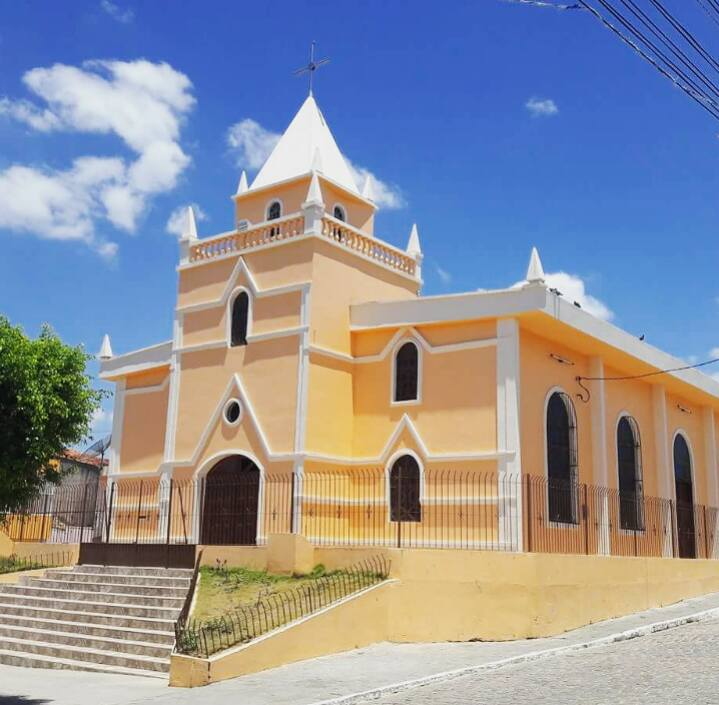
Igreja Matriz de São Vicente Ferrer em Laje Grande

           No histórico que se encontra no arquivo da paróquia, consta que no ano 1903, foi construída uma capelinha com a imagem de São Sebastião, quando passou a ser realizada a sua festa. Alguns anos depois, o pároco de Belém de Maria, João Firmino Cabral de Andrade, resolveu construir uma nova capela, pois a existente, até então, já estava pequena.

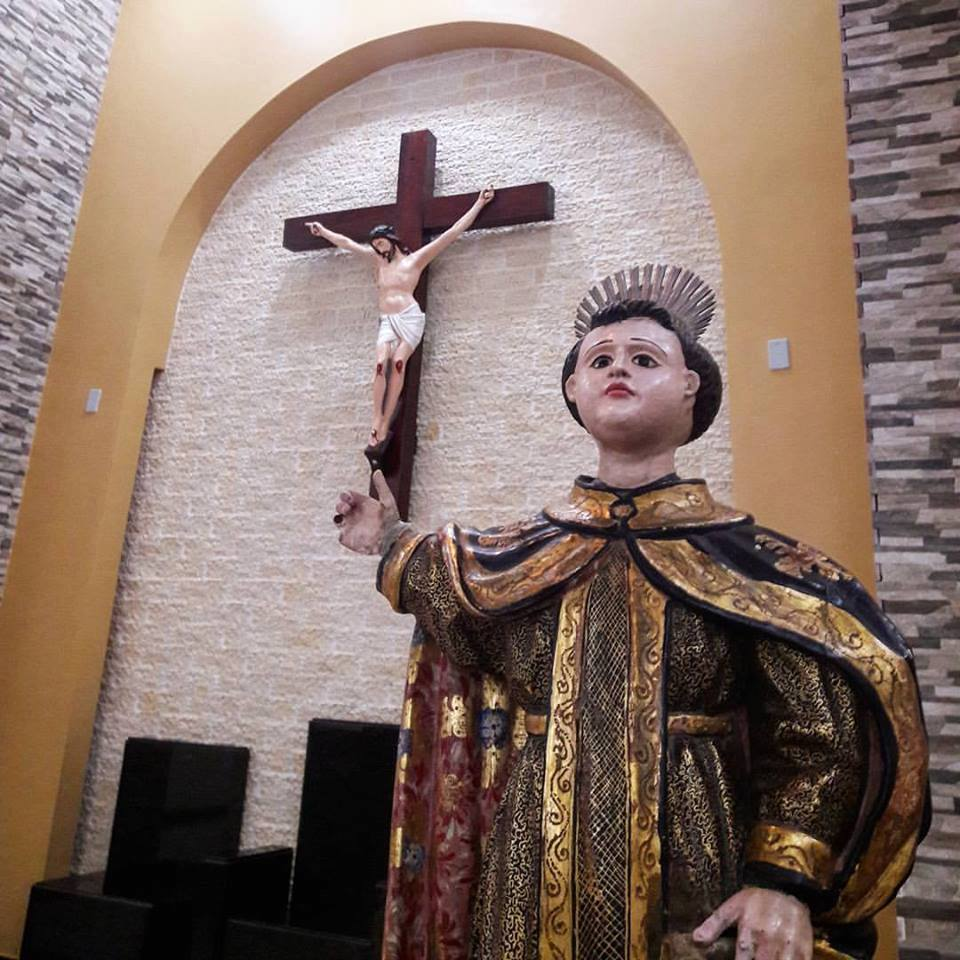
São Vicente Ferrer, padroeiro de Laje Grande

           Conta-se que o senhor Vicente Araújo Pinheiro, proprietário do Engenho Tipin, e que já tinha sido subdelegado de Lage Grande, em 1876, nascido em Nazaré da Mata, precisamente onde hoje é o Município de São Vicente Ferrer, era devoto deste santo. E que na inauguração da nova Capela, seu filho, o major Zeferino Alves de Araújo Pinheiro, doou a imagem de São Vicente, que pertencia a seu pai. E foi assim que São Vicente passou a ser padroeiro desta localidade, onde posteriormente o senhor Mariano Freire, doou o terreno para São Vicente. 
Porém, conferimos na edição nº 90, do jornal A Província, do dia 20 de abril de 1905 a seguinte informação: “De 27 a 30 de janeiro próximo findo, no florescente povoado Lage Grande, d’este município, realizaram-se entusiásticos festejos em homenagem ao miraculoso S. Vicente, orago do logar. Os pios exercícios revestiram-se de grande sumptuosidade, quer pela decoração da capela, quer da afluência de devotos, alguns dos quais de outros municípios, e, finalmente, pelo fervor religioso que a todos dominava. Na ultima noite, depois da devoção, queimaram-se muitos fogos de artificio e efetuou-se a ascensão de um bem confeccionado aeróstato, todos habilmente trabalhados por um [pirotécnico] local. Não só a capela, mas também o povoado, este feericamente iluminado. Após o espetáculo dos fogos, dirigiram-se muitas pessoas á residência do estimável comerciante Luiz J. de Carvalho, o qual fez servir a todos um confortável lanche; efetuando-se em seguida animadas danças até o que se prolongaram ao amanhecer. Às 9 horas teve lugar a missa, celebrada pelo nosso estimado pároco, e houve procissão á tarde. Brevemente será concluída a construção de uma outra capella que se está fazendo n’aquele povoado. – J.P.”
Em 1920, o pároco de Belém de Maria estava acumulando também a paróquia de Lagoa dos Gatos, quando o Bispo de Garanhuns, Dom João Tavares de Moura, entregou temporariamente os cuidados da Capela de Lage Grande à Paróquia de Sant’ana, no dia 12 de abril de 1920. E em 8 de janeiro de 1921, através da Portaria nº 02, a jurisdição foi entregue definitivamente. 
A comunidade de São Vicente Ferrer, tornou-se Paróquia no dia 18 de maio de 2017, pelo Bispo de Palmares, Dom Henrique Soares, tendo como primeiro pároco, José Edivaldo de Brito. (Pesquisa de Eduardo Menezes, historiador catendense)